# Polgáry Géza
Polgáry Géza (Geza de Polgary) (Jászberény, 1862. február 20. – Atlantic City, New Jersey, USA, 1919. január 26.) magyar festőművész.

## Életpályája
Édesapja, Polgáry Ferenc könyvkötő és könyvkereskedő volt, aki szabadidejében másolatokat festegetett. Édesanyja Mező Zsuzsanna volt. Édesapjától tanulta a színkeverés alapjait. Tanulmányait a jászberényi református elemi iskolában kezdte. Ezután egy évet tanult a gimnáziumban (1874–1875), ahol Práj Hugó osztálytársa volt. 1882-ben Bécsben katonának állt, ahol szabadidejében társait örökítette meg vásznon. Ezután visszatért Jászberénybe. 1883-ban Zichy Nándor pártfogásba vette. 1885–1889 között a Mintarajziskola hallgatója volt. Itt Benczúr Gyula (1844–1920) és Kelety Gusztáv (1834–1902) oktatta. 1887-ben benne volt abban a 25 fős kiválasztott növendékgárdában, akik 100 és 300 forint közötti összegben művészeti segélyt és ösztöndíjat kaptak. Festészeti tanulmányainál Székely Bertalan és Lotz Károly (1833–1904) voltak a mesterei. Az egyetem után visszatért szülővárosába (1889); tájképeket kezdett festeni. 1890-től kiállító művész volt. 1891–1892 között Párizsban tanult, a Jean-Paul Laurens vezette iskolában. Itt Louis-Joseph-Raphaël Collin, Gustav Court és André Ménard oktatták. Visszatért Budapestre, ahol lakásról lakásra váltogatta otthonát. 1901–1906 között ismét Párizsban próbált megélni. Ismét visszatért Jászberénybe, majd meg sem állt Amerikáig (1908–1919).

## Festményei
- Erdei séta nőalakkal
- Anya gyermekével (1894)
- Euston Station
- Csónakban olvasó nő (1889)
- Fiatal nő napernyővel